# Marinens Flyvebaatfabrikk M.F.5
Marinens Flyvebaatfabrikk M.F.5 là một loại thủy phi cơ hai tầng cánh, do hãng Marinens Flyvebaatfabrikk chế tạo cho Cục Không quân Hải quân Hoàng gia Na Uy từ năm 1918.

## Tính năng kỹ chiến thuật
Dữ liệu lấy từ Hafsten and Arheim
Đặc tính tổng quan
- Kíp lái: 2
- Chiều dài: 10 m (32 ft 10 in)
- Sải cánh: 15 m (49 ft 3 in)
- Chiều cao: 3,66 m (12 ft 0 in)
- Trọng lượng rỗng: 1.200 kg (2.646 lb)
- Trọng lượng có tải: 1.580 kg (3.483 lb)
- Động cơ: 1 × Sunbeam , 120 kW (160 hp)
- Cánh quạt: 2-lá

Hiệu suất bay
- Vận tốc cực đại: 132 km/h (82 mph; 71 kn)
- Vận tốc hành trình: 115 km/h (71 mph; 62 kn)
- Tầm bay: 500 km (311 mi; 270 nmi)
- Vận tốc lên cao: 1,19 m/s (234 ft/min)

Vũ khí trang bị

- Súng: 1 × súng máy Madsen (sau thay bằng súng máy Lewis)
- Bom: 1 × 40 kg mìn hoặc 10 kg bom